# 高木兼宽
高木兼宽（日语：／ Takaki Kanehiro，1849年10月30日—1920年4月13日），日本海军军医，日本首批医学博士，東京慈惠會醫科大學及其附属医院的创立者，以防治脚气病的贡献著称。高木出身萨摩藩，明治维新期间曾作为随军医生加入倒幕军，战后师从英国医生威廉·威利斯在鹿儿岛医学校学习现代医学，1872年加入日本海军任军医。1875年至1880年公派留学英国圣托马斯医院医学院，回国后任东京海军医院院长，致力于解决脚气病问题。1884年，高木通过航海试验证明脚气病的病因在于营养失调，进而推行伙食改良，引进麦饭以及各种副食，成功从日本海军中消灭了脚气病。1885年升任日本海军军医总监。1905年因营养学方面的成就被明治天皇授予男爵爵位，人称“麦饭男爵”。晚年在日本国内外举行巡回演讲，继续普及卫生保健思想。1920年在东京病逝，享年70岁。追封从二位、授旭日大绶章。南极大陆有一处海岬高木岬以他的名字命名。

## 早年
高木兼宽1849年10月30日（嘉永二年九月十五）生于日向国東諸縣郡穆佐村（今宮崎縣宮崎市），幼名藤四郎。家族世代为薩摩藩下级武士，父亲高木喜助平时务农，也是村里的木匠。兼宽天资聪颖，8岁习读四书五经，13岁立志学医，18岁跟随鹿儿岛医生石神良策学习汉方和兰方医学（经荷兰人传入日本的西洋医学）。时值幕末动乱，戊辰战争爆发。1868年6月，20岁的高木作为萨摩藩东北征讨军鹿儿岛第九队的随军军医开赴京都，先后转战江户、会津若松等地，同年11月复员。从军期间，高木见识到了英国公使馆医生威廉·威利斯等西医的高超医术并为此深深折服，同时痛感汉医落后不堪，无力救治现代战场的伤病员。这使他决意早日掌握欧美先进的医学技术，向临床实用医学方向发展。
1868年10月，萨摩藩创设医学院鹿儿岛医学校（今鹿儿岛大学医学部），聘请威利斯任校长兼医院院长，培养藩内医学人才。次年高木因从军经历获准就读，跟随威利斯学习英语、拉丁语及英国医学。后因表现突出被任命为解剖学六等教授，最终提拔至三等教官。1872年4月，经时任海军省军医部主管的老师石神推荐，高木前往东京参加日本海军，於海军医院工作，后晋升至海军少医监。1873年8月，海军医院内创设军医学校，英国医师威廉·安德森上任讲师。安德森十分欣赏高木的才华和品格，便介绍他至自己的母校英国圣托马斯医院医学院就读。1875年6月，高木从横滨出发途径美国，于7月抵达英国伦敦，开始五年的留学生活。在校期间，高木先后取得了外科，内科以及产科的医师资格，共获13次优秀奖学金。1879年获授该校外科最佳表彰切泽尔登奖章（Cheselden Medal），1880年入选英国皇家外科医师学会会员，成为首位获得这一英国外科医师最高名誉身份的日本人。
1880年11月，32岁的高木毕业回国，晋升中医监，并任命为东京海军医院院长。此时日本国内的医学主流已转为尊崇理论主义和权威主义的德国医学，普遍重视医学研究，轻视临床治疗。为与之抗衡，1881年高木与松山栋庵等人共同筹建“成医会”和“成医会讲习所”，教授英国医学，举行演讲或病例诊断等学术研讨活动。1882年8月，他以圣托马斯医院为样本兴办了日本首座贫民医院“有志共立东京医院”，并将“讲习所”纳入医院体系改称“成医学校”，把以临床治疗为核心的英式医学教育普及至日本。高木向来重视培养护士，1886年有志共立东京医院护士教育所为日本培育出首批五名女护士。在华族、政治家及皇室的资助下，高木的贫民医疗茁壮成长，成医学校、有志共立东京医院以及护士教育所分别成为延续至今的東京慈惠會醫科大學、东京慈惠会医科大学附属医院以及慈惠看护专科学校。

## 脚气病防治
从进入海军开始，高木便一直关注蔓延全军的脚气病问题。脚气病在江户时代偶有流行，进入明治时代则愈演愈烈，和肺结核并称为明治时日本人的两大“国民病”。患者往往出现原因不明的水肿、下肢麻痹、全身无力、消瘦及瘫痪，严重时可因心律不齐乃至心力衰竭（即所谓“脚气冲心”）而死亡。该病常见生活在城市的学生和军队，尤其好发于远洋航海的海员，给日本海军造成了大量非战斗减员，严重时竟达海军总人数的三分之一。1882年朝鲜王朝发生壬午兵变，日本派出金刚号等三舰与北洋水师对峙，但水手却接连病倒，致使军舰战力全失。严峻的局势令时任海军医务局副局长的高木忧心忡忡：“每当我为帝国的将来着想便不免心惊胆寒。倘若坐视疫情蔓延而找不出脚气病的病因及治疗方法，一旦兵戎相见，海军将与废物无异。”

当时欧洲医学家已在细菌病理学上取得了重大突破，“细菌致病说”盛极一时，日本国内外的研究者大多认为脚气病也是一种细菌性传染病。但高木在调查时发现，脚气病患中囚犯和士兵较多，将校却极少。同时他还注意到，远洋船舶停靠港口时，患者数量明显减少；一旦再度启航，发病率又会反弹。他推测这可能与伙食有关──明治初年，海军后勤承袭幕府旧制，采用发放菜金由军人自行购买的形式。上级军官菜金标准较高，副食相对丰富；而贫苦出身的下级士兵本身菜金较少，还要尽力省下结余贴补家用，仅留少许购买白米、味噌、腌菜果腹，因此蛋白质摄入量极低。研究发现，脚气患者食物中氮（代表蛋白质）与碳（代表碳水化合物与脂肪之和）摄入比达1:28，远超1:15的正常比例，据此他判断营养失调才是脚气病的真正病因。1882年10月，高木以医务局局长户塚文海的名义致信海军卿川村純義，提议将伙食体系从现有的菜金配给制改为实物发放制，另在三艘军舰上试行洋食二至三年以观成效。然而，由于伙食改革势必导致开支剧增，加之官兵普遍不好洋食，短时间内难以适应，高木的提案并未得到当时大多数人的支持。

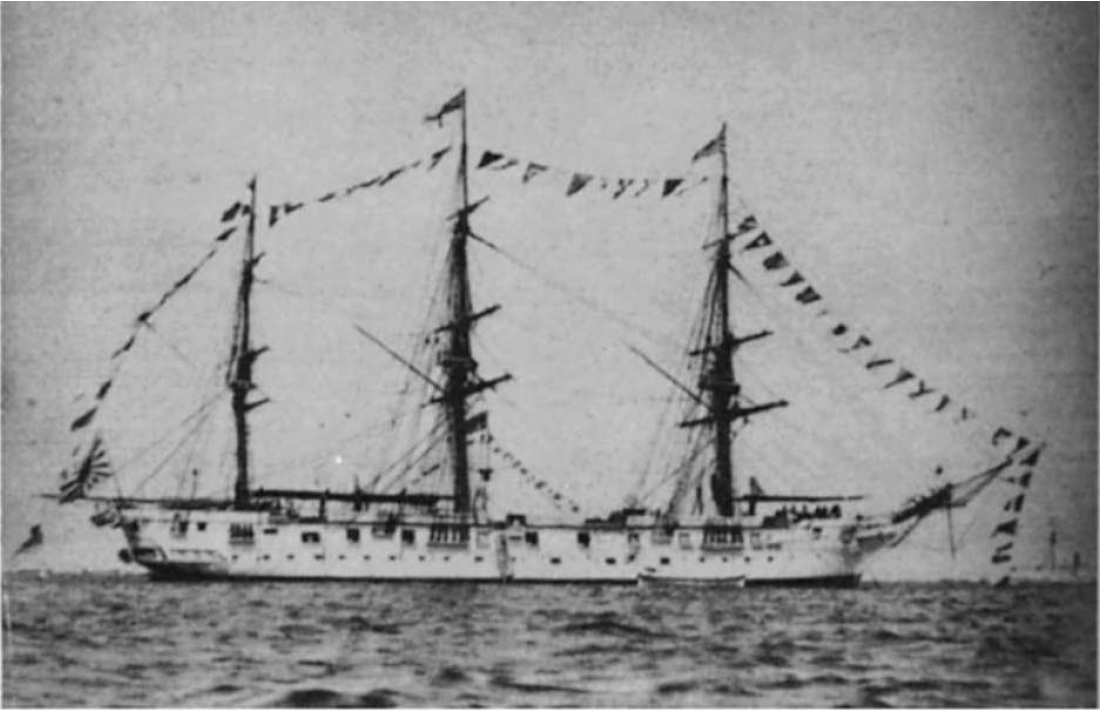
首行伙食改革的筑波号护卫舰，原为英皇家海军三桅木壳炮舰“马六甲”号，1871年售予日本，改名“筑波”号（取自茨城县的筑波山）继续服役。历经西南战争、甲午战争和日俄战争；1905年6月除籍；1907年1月出售拆解。

1883年9月，日本海军训练舰龙骧号从环澳洲、南美、夏威夷的远洋航海归来，舰上376人中有169人罹患脚气病、其中25人死亡。海军成立的脚气病特别调查委员会在分析船员的衣食住行后得出了和高木先前同样的结论，即脚气流行与食物中碳氮比例失衡有关。以此为契机，伙食改革计划得以大大提速。为了排除改革上的阻碍，高木还设法绕过海军指挥层，直接向有栖川宮威仁親王和伊藤博文等政界要人进言。1883年11月29日，高木在伊藤介绍下前往赤坂皇居面见明治天皇，以龙骧舰事件为例，力陈脚气病对海军在内全国国民的危害，以及伙食改良对防治脚气疫情的重要性，得到了天皇的首肯。
1883年11月，高木获准在另一艘即将出航的训练舰筑波号上试验全新的伙食体系，其中加入了肉类、豆类以及牛乳等高蛋白副食。为保试验具有对比意义，他再度游说川村纯义、伊藤博文以及大藏卿（财政部长）松方正義等重臣，设法从次年300万日元的海军预算中争取到5万日元作为航海经费，以求该舰完全重走去年龙骧号的航线。1884年2月3日，筑波号满载333名船员从品川启航，踏上287天的环太平洋之旅。此行士兵的脚气病发作数骤减，行至新西兰皆无人发病。至11月16日顺利回港时，舰上脚气病患总计仅有14人，无人死亡；事后发现，这些患者多因挑食没有吃肉或饮用炼乳。筑波舰试验的成功打消了许多海军要员的顾虑，伙食改革的阻碍迎刃而解。1884年1月15日，海军省向全军发布《舰船营下士以下食料给与概则》，规定伙食供给一律改为发放实物，并将高木的指导食谱介绍到部队，当年海军内的脚气患者即较前年减少一半。考虑到日本人的饮食习惯问题，第二年高木又将食谱中的主食改为用等量的米和大麦做成的麦饭，以便吃不惯西式面包的贫苦士兵也能正常摄入蛋白质。伙食改革后，脚气病的发病率和死亡人数呈逐年锐减，至1888年便从海军中完全绝迹了。不仅如此，海军将兵的身材体格也日益健壮，在当时普遍孱弱的日本人中独树一帜，人称“水兵型”。1890年9月，高木再次面见天皇，奏报防治脚气病会战取得圆满成功。因为这一功绩，1885年12月，高木晋升海军军医最高官职军医总监，兼任海军军医本部部长；1887年5月日本颁布实施“学位令”，设博士、大博士两级学位，高木等五人获得首批医学博士学位；1891年获授勋二等瑞寶章；1905年3月授予男爵爵位，跻身华族之列。世人或亲近或揶揄，都开始不约而同地称他为“麦饭男爵”、“麦饭勋二等”。

## 脚气论战

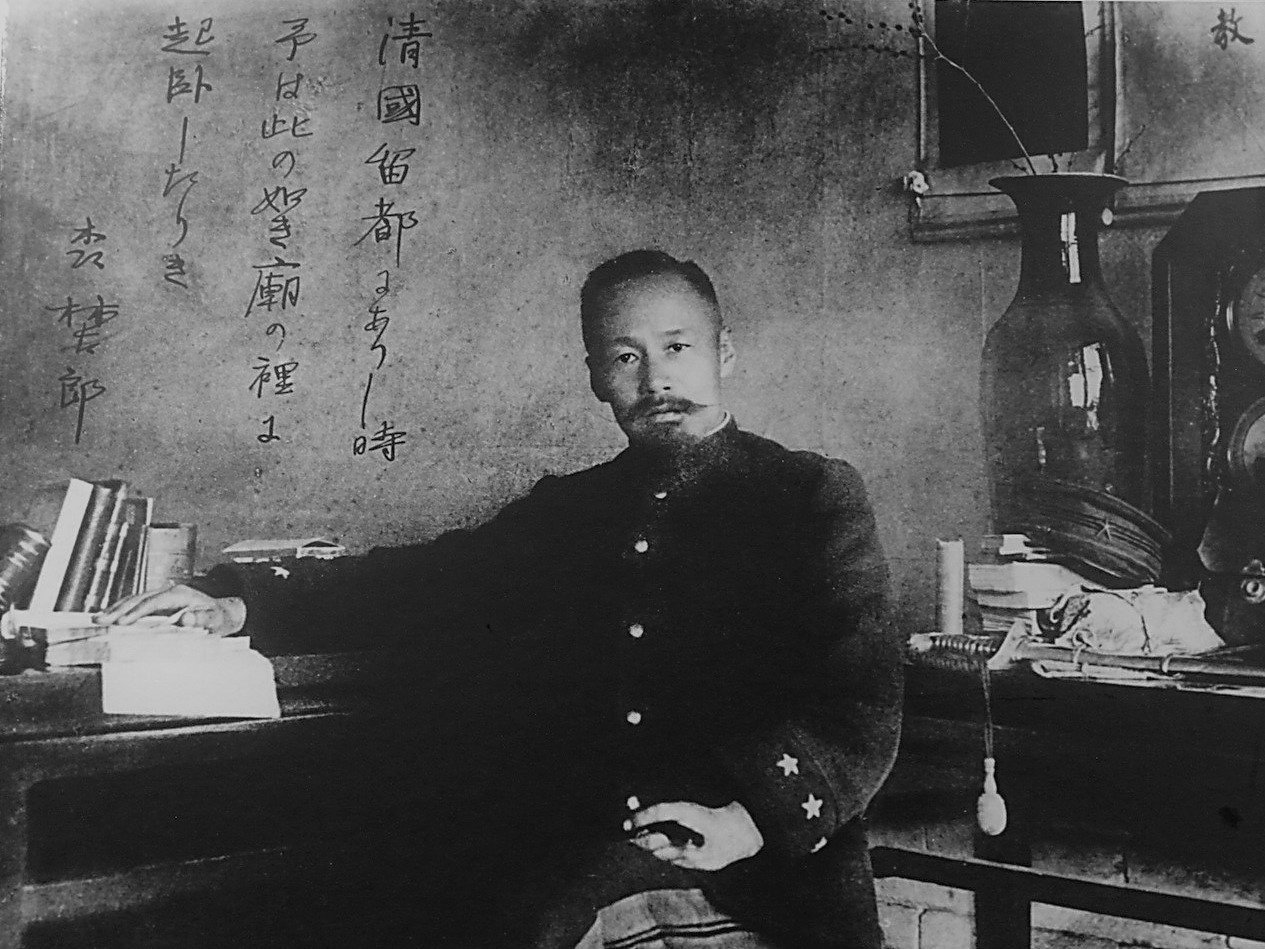
森鸥外（1862－1922），日本陆军军医。1881年毕业于东京帝国大学医学部，后留学德国；甲午战争时任第二军兵站军医部长；日俄战争时任该军军医部长。在任期间他阻挠部队实行伙食改革，致使数以万计的士兵死于脚气病。但他本人非但未被问责，反而平步青云，一路升至陆军军医总监。1922年病逝。除了军医，森还是明治时期的文豪，与夏目漱石齐名。

1885年4月，高木在医学期刊《成医会月报》英文版上发表论文《脚气病原因与预防》，正式向学界公布了他的“食物致病说”以及日本海军防治脚气的成果。对此，时任陆军军医总监石黑忠直却甚不以为然，称其不过是汉方医学的老调重弹。绪方正规、大泽谦二、森鷗外等一众以德国医学嫡系自居，奉“细菌致病说”为圭臬的东京帝国大学系学者也纷纷群起反对。“食物致病说”发表刚四周，绪方正规就针锋相对地声称发现了“脚气菌”（其实不过是一种杂菌），大泽谦二随后也公开抨击高木的学说，指出大麦中的蛋白质难以吸收，不可能对脚气有治疗效果。而最为活跃的当属日后的陆军军医总监森鸥外。1885年5月，当时在德国莱比锡大学留学的森撰写《日本伙食论大意》，认为和食营养丰富，毫不逊于洋食，主张陆军坚持以精白米作为主食。高木随即以动物试验作为回应，证明饲喂大麦的家犬比饲喂白米的更为健康。1888年森回国后，立刻发表论文《非日本食论将失其根据》，强调进食白米所摄入的蛋白质已能满足人体所需的标准值，意在颠覆高木伙食改革的理论基础。森还从统计学的角度质疑筑波舰试验的科学性，指出该试验外生变量过多，且没有控制气温、湿度等其他重要的疾病诱因，认为海军伙食改革后脚气病例减少纯属巧合，毫无科学依据。在反对方咄咄逼人的理论攻势下，高木一时竟无法反驳。
尽管高木在脚气论战中处处被动，但伙食改革的成果却是不言自明的。在1894年至1895年甲午战争中，日本海军仅有脚气病患34人，死亡人数为零；反观日本陆军在977人阵亡以外，竟有4,064人因脚气病丧生。病死者四倍于阵亡者，“古今东西战疫记录罕见其例”。到日俄战争爆发时，台湾派遣军等部分陆军部队已经开始模仿高木，采用麦饭来治疗脚气病患者，成效显著。森得知后从中作梗，严禁大麦运往前线，转而向士兵大量发放药物“征露丸”，希望用其中的木馏油成分杀灭“脚气菌”。不料脚气病例不降反升，多达211,600名陆军士兵罹患脚气病，其中27,800余人死亡，占总战病死者约75%。而同时海军仅有87人发病，3人死亡。1910年，日本化学家鈴木梅太郎从米糠中提取出“抗脚气病因子”（后命名为B1），脚气病的成因终于真相大白。原来是富含维生素B1的米糠和胚芽在碾米的过程中流失，吃精白米的人维生素B1摄入不足所致。高木主张的“蛋白质不足说”固然失之准确，但他在给予高蛋白食物的同时也不知不觉地补充了额外的维生素B1，產生了同样的疗效。1924年，庆应义塾大学医学教授大森宪太等人经过反复论证，最终肯定了“维生素B1缺乏说”，否定了“细菌致病说”，历时数十年的脚气论战至此才尘埃落定。

## 晚年
1892年高木当选貴族院议员，编入预备役，就任东京医院（日后的东京慈惠会医科大学附属医院）院长，从此专注于公共卫生工作。当时东京的贫民窟聚居区拥挤肮脏、设施欠缺，极易成为瘟疫的温床。对此他建议以英国伦敦为范本，将市中心的贫民迁至郊外，腾出空地修建商业中心；郊区与市区间以马车、汽车等公共運輸相连，实现职住分离。他的對手森鷗外，再次对这一個計畫进行批判，指责高木操之过急、不近人情；且驱逐贫民属于劫贫济富，容易激化阶级矛盾，造成社会动荡。双方各执一词，孰优孰劣至今仍无定论，但日后东京的发展过程（职住分离、中心城区建筑高层化、发达交通网下的大规模人口流动等）确实与高木起初的设想不谋而合。
日俄战争结束后的1906年1月，高木应美国哥伦比亚大学邀请离开日本，开展历时七个月的美英法等十国之旅。期间他在哥伦比亚大学、费城大学、托马斯·杰弗逊大学等校先后发表共九场学术演讲、被美国哥伦比亚大学、费城大学和英国杜伦大学授予名誉学位，并会见了时任美国总统西奥多·罗斯福。当年5月，高木以海军军医总监，医学博士、男爵的身份重返阔别26年的母校圣托马斯医院医学院，以《日本陆海军卫生》为题进行了为期三天的主题演讲，回顾总结了他从提出“食物致病说”到最终成功防治脚气病的全过程。演讲内容随后刊登在权威医学期刊上，引起欧美医学界的强烈反响。他欣慰地说：“在此之前，没有一个学者愿意听我的理论，无论何时都只有反对的声音，为此我吃尽了苦头，恐怕这是很多学者所想不到的。今天，各位能来听我的学说，实在让我感到由衷的喜悦。”
此次欧美之行极大改变了高木的人生观和国家观。见识到欧洲旧有的基督教文明秩序在近代科学技术和资本主义冲击下日渐式微，大大增强了他对固有日本历史以及民族认同的优越感。他认定“和魂洋才”的日本道路将引领新时代世界各国的思想潮流，意识形态由西化主义迅速倒向国粹主义。为促进日本国民体格健全，培养爱国精神，从1912年9月起，他用八年时间遍访全国大小府县，几乎每天都到各中小学校进行卫生保健主题演讲，前后共计1,388场，听众总数达671,052人次。在演讲中，他批评过分呵护的西式生活削弱国民体质；鼓励人们回归自然，多接触空气阳光，多食麦饭，多加运动，并自费出版《精神修养与大和魂》一书，向全国主要学校免费发放。与此同时，他也开始接触宗教信仰，首先研究了一段时间禅宗佛教，不久改信日本传统宗教神道。他尤其崇尚神道中一种称为“禊”的净化仪式（通过粗衣粝食、冷水沐浴、强力运动以求达到心身统一，神我一体的悟境），年过六旬仍然力行不辍。此外，宮崎縣宫崎神宫的大规模扩建工程，以及该社每年举办的祭祀巡游“宮崎神宮大祭”，也均是在高木的主持下得以实现的。
高木在1872年6月娶外交官濑胁寿人之女濑胁富子为妻，两人共育有四儿两女。除长子高木喜宽外，其余子女均先他死去。长女幸和四子藤四郎分别在五岁和两岁时夭折。1915年，次女宽子在产后病逝，年仅30岁。1919年1月，37岁的三子舜三在美国纽约突遭车祸身亡；同年4月，39岁的次子兼二又死于伤寒；晚年丧子的打击令高木精神崩溃，他从此闭门谢客，终日呆坐不语。1920年3月21日痼疾肾炎复发，4月12日突发脑溢血抢救无效，于次日在东京逝世，4月17日葬于东京青山靈園。

## 纪念
高木逝世当天，大正天皇降旨追封其从二位，并授旭日大绶章。长子高木喜宽承袭男爵爵位。
1903至1905年法國南極遠征期间，法国科学家讓-巴蒂斯特·夏古领导的探险队在南极大陆葛拉漢地西岸勒魯灣的东北部、南纬65度33分、西经64度14分发现并简单测绘了一处海岬。1959年，英國南極洲地名委員會通过决议将该海岬命名为“高木岬”，以纪念“日本帝国海军军医总监，1882年通过实行饮食改良成功防治脚气病的第一人”。在高木岬的附近，还分别有艾克曼角（纪念发现米糠对脚气病作用的荷兰医学家，诺贝尔奖获得者克里斯蒂安·艾克曼）、芬克冰川（纪念首创维生素概念的波兰生物化学家卡西米尔·冯克）、霍普金斯冰川（纪念分离色氨酸的英国生物化学家，诺贝尔奖获得者弗雷德里克·霍普金斯）、麥科勒姆峰（纪念发现A和D的美国生物化学家埃尔默·麦科勒姆）四处以其他维生素研究学者命名的地形。高木也成为继间宫林藏后，第二位留名世界地图的日本人。

## 荣誉

### 位階
- 1874年（明治7年）
  - 3月8日 - 正七位[57]
  - 11月5日 - 从六位[57]
- 1881年（明治14年）
  - 1月21日 - 正六位[58]
  - 11月28日 - 从五位[58]
- 1886年（明治19年）
  - 7月8日 - 正五位[59]
  - 10月28日 - 从四位[60]
- 1892年（明治25年）2月13日 - 正四位[61]
- 1900年（明治33年）6月30日 - 从三位[62]
- 1920年（大正9年）4月13日 - 从二位

### 勋章
- 1889年（明治22年）11月25日 - 大日本帝国憲法発布記念章[63]
- 1891年（明治24年）6月27日 - 勋二等瑞宝章[64]
- 1915年（大正4年）11月10日 - 大礼記念章[65]・勋一等瑞宝章[66]
- 1920年（大正9年）4月13日 - 勳一等旭日大綬章

### 引用
-{
1. ↑  永井保 (1965)，第37頁.
2. ↑  高木喜寛 (1998)，第3-4, 31-34頁.
3. 1 2  倉迫一朝 (1999)，第292-312頁.
4. ↑  森重孝 (1976)，第186-187頁.
5. ↑  森重孝 (1976)，第197頁.
6. ↑  松田誠 (2007)，第32-34頁.
7. ↑  高木喜寛 (1998)，第38頁.
8. 1 2  松田誠 (2013)，第2-4頁.
9. ↑  山崎洋次 (2008)，第875頁.
10. ↑  松野良寅 (1993)，第109頁.
11. ↑  倉迫一朝 (1999)，第351頁.
12. ↑  松田誠 (2007)，第896-897頁.
13. ↑  松田誠 (2007)，第11-13頁.
14. ↑  Bay (2012)，第87頁.
15. ↑  松田誠 (2007)，第282頁.
16. ↑  The Lancet (1906)，第1370頁.
17. ↑  松田誠 (2007)，第254頁.
18. ↑  高木喜寛 (1998)，第54-58頁.
19. 1 2  Bay (2012)，第42-43頁.
20. ↑  海軍軍医会 (1930)，第313頁.
21. ↑  松田誠 (2007)，第317-318頁.
22. 1 2  海軍軍医会 (1930)，第313-316頁.
23. ↑  松田誠 (2007)，第49頁.
24. 1 2  The Lancet (1906)，第1452頁.
25. ↑  松田誠 (2007)，第91, 136頁.
26. ↑  永井保 (1965)，第115頁.
27. 1 2  Bay (2012)，第63頁.
28. ↑  森重孝 (1976)，第198頁.
29. ↑  松田誠 (2007)，第426頁.
30. ↑  Bay (2012)，第47-49頁.
31. 1 2  松田誠 (2007)，第417-419頁.
32. ↑  倉迫一朝 (1999)，第422-423頁.
33. ↑  松田誠 (2007)，第424-425頁.
34. ↑  内田正夫 (2007)，第146頁.
35. 1 2  内田正夫 (2007)，第147, 152頁.
36. ↑  Bay (2012)，第68頁.
37. ↑  内田正夫 (2007)，第154頁.
38. ↑  松田誠 (2007)，第117頁.
39. ↑  倉迫一朝 (1999)，第531頁.
40. ↑  松田誠 (2007)，第945-956頁.
41. ↑  永井保 (1965)，第334頁.
42. ↑  慈恵医大誌 (1985)，第591頁.
43. ↑  松田誠 (2007)，第376, 425, 495頁.
44. 1 2  慈恵医大誌 (2010)，第134-136頁.
45. ↑  高木喜寛 (1998)，第161-162頁.
46. ↑  永井保 (1965)，第29, 295頁.
47. ↑  倉迫一朝 (1999)，第467-468頁.
48. 1 2 3  高木喜寛 (1998)，第5, 7, 10, 24-27頁.
49. ↑  松田誠 (2007)，第39頁.
50. ↑  松田誠 (2007)，第1065-1067頁.
51. ↑  高木喜寛 (1998)，第26頁.
52. ↑  芳賀登 (2000)，第110頁.
53. ↑  倉迫一朝 (1999)，第332頁.
54. ↑  Alberts (1995)，第732頁.
55. ↑  松野良寅 (1993)，第119頁.
56. ↑  岡村健 (2013)，第13頁.
57. 1 2  『高木兼寛伝』(1965)、p.329
58. 1 2  『高木兼寛伝』(1965)、p.330
59. ↑  『官報』第907号「叙任及辞令」1886年7月10日。
60. ↑  『官報』第1003号「叙任及辞令」1886年11月1日。
61. ↑  『官報』第2584号「叙任及辞令」1892年2月15日。
62. ↑  『官報』第5098号「叙任及辞令」1900年7月2日。
63. ↑  『官報』第1929号「叙任及辞令」1889年12月2日。
64. ↑  『官報』第2398号「叙任及辞令」1891年6月29日。
65. ↑  『官報』第1310号・付録「辞令」1916年12月13日。
66. ↑  『官報』号外「叙任及辞令」1915年11月10日。

}-

### 书籍
- 清水辰太 (编).   第二巻. 東京: 海軍軍医会. 1930. NDL 46085055.
- 倉迫一朝.  . 宮崎市: 鉱脈社. 1999. ISBN 4-906008-31-3.
- 高木喜寛. 佐藤謙堂 , 编.  . 東京: 大空社. 1998 [1922]. ISBN 4756808700.
- 永井保. 東京慈恵會醫科大學創立八十五年記念事業委員會 , 编.  . 東京: 中央公論事業出版. 1965. OCLC 680543875.
- 松田誠.  . 東京: 東京慈恵会医科大学. 2007. NDL 21470865.
- 松田誠. . 東京: 東京慈恵会医科大学. 2013 [2006]. OCLC 997362709.
- 森重孝.  . 鹿児島市: 春苑堂書店. 1976. OCLC 672768118.
- 芳賀登 (编).  . 東京: 皓星社. 2000. ISBN 9784774402956.
- Alberts, Fred G. (编).  (PDF) Second Edition. Reston, VA: United States Board on Geographic Names. 1995  [2019-01-27]. OCLC 257114154. （原始内容存档 (PDF)于2021-05-02）.
- Bay, Alexander R. . Rochester studies in medical history. Rochester, NY: University of Rochester Press. 2012. ISBN 978-1-58046-427-7. ISSN 1526-2715.

### 期刊
-{
- 内田正夫.  (PDF). 東西南北―和光大学総合文化研究所年報. 2007: 144-156  [2019-01-27]. （原始内容 (PDF)存档于2019-01-27）.
- 岡村健.  (PDF). 福岡南 RC月報. 2013, (654): 3-15  [2019-01-30]. （原始内容 (PDF)存档于2019-01-30）.
- 松田誠.  . 東京慈恵会医科大学雑誌. 2010, (125): 129-141. ISSN 0375-9172.
- 松田誠 (译).  . 東京慈恵会医科大学雑誌. 1985, (100): 589-602. doi:10.11501/3423163.
- 松野良寅.  . 英学史研究. 1993, (26): 103-123. doi:10.5024/jeigakushi.1994.103.
- 山崎洋次.  . 日本腹部救急医学会雑誌. 2008, 28 (7): 873-881. doi:10.11231/jaem.28.873.
- BARON TAKAKI, F.R.C.S. ENG., D.C.L.,. . The Lancet. 1906: 1369-1374, 1451-1455, 1520-1523. doi:10.1016/S0140-6736(00)68249-1.

}-

## 拓展阅读
- 山下政三.  . 東京: 東京大学出版会. 1988. ISBN 978-4130661027.
- 吉村昭.   新装版. 東京: 講談社. 2009. ISBN 978-4062765411.
- 吉村昭.   新装版. 東京: 講談社. 2009. ISBN 978-4062765428.
- 板倉聖宣.  . 東京: 仮說社. 1988. OCLC 835040173.
- 板倉聖宣.  . 東京: 仮說社. 1988. OCLC 47425164.
- 刘士永. . 台北市: 国立台湾大学出版中心. 2012. ISBN 978-986-03-1992-7.